# Patrik Antonius
Patrik Antonius (Helsinki, 13 dicembre 1980) è un giocatore di poker finlandese.
Patrik è considerato uno dei migliori giocatori di poker cash game Texas Hold'Em No Limit e Omaha Pot Limit, valutazione che trova conferma nell'essere il più vincente cash gamer online della storia.
I suoi migliori risultati ottenuti all'European Poker Tour sono il primo posto nella stagione 2005-06 all'evento di Baden bei Wien, dove ha vinto 288180 €, e il terzo posto nella stessa stagione all'evento di apertura di Barcellona, dove ha vinto 117000 €.